# Ammoniovoltaite
L'ammoniovoltaite (simbolo IMA: Avlt) è un minerale molto raro del gruppo della voltaite; appartiene alla famiglia dei "solfati, cromati, molibdati e tungstati" e possiede composizione formula chimica (NH4)2Fe2+5Fe3+3Al(SO4)12(H2O)18.

## Etimologia e storia
Il minerale è l'omologo dell'ammonio della voltaite, da qui il suo nome.
Il campione tipo del minerale è depositato presso le collezioni del "Museo Mineralogico A.E. Fersman" dell'Accademia russa delle scienze con il numero di catalogo 5030/1.

## Classificazione
Essendo stata approvata dall'Associazione Mineralogica Internazionale (IMA) nel 2017, l'ammoniovoltaite non è elencata nella classica nona edizione della sistematica dei minerali di Strunz, aggiornata dall'IMA fino al 2009.
Il minerale è presente nell'edizione successiva, proseguita dal database "mindat.org", nella quale è elencato nella classe "7. Solfati (selenati, tellurati, cromati, molibdati, tungstati)" e da lì nella sottoclasse "7.C Solfati (selenati, etc.) senza anioni aggiuntivi, con H2O"; questa è ulteriormente suddivisa in base alla dimensione dei cationi coinvolti, in modo che il minerale possa essere trovato nella suddivisione "7.CC Con cationi di media e grande dimensione" in base alla sua composizione, dove forma il sistema nº 7.CC in attesa dell'assegnazione di un numero di gruppo insieme ad andychristyite e cobaltoblödite.

## Abito cristallino
L'ammoniovoltaite cristallizza nel sistema cubico nel gruppo spaziale Fd3c (gruppo nº 228) con la costante di reticolo a = 27,322(1) Å (che assume il valore di 27,250 Å a 100 K), oltre ad avere 16 unità di formula per cella unitaria.

## Origine e giacitura
L'ammoniovoltaite si presenta come efflorescenze che ricoprono le pareti nelle fessure attorno alle aperture dovute alle fuoriuscite di gas o vapore in andesiti-basalti fortemente alterati idrotermicamente in una regione geotermica caratterizzata da un'elevata concentrazione di ammonio; la paragenesi è con alunogeno, pirite e tschermigite.
Il minerale è rarissimo ed è stato trovato solo nella sua località tipo, il campo geotermale di "Severo-Kambalny" presso Ust'-Bol'šereck nel territorio della Kamčatka (Russia).

## Forma in cui si presenta in natura
L'ammoniovoltaite forma cristalli distorti cdi dimensioni fino a 50 µm. Il minerale è opaco con lucentezza vitrea; il colore è nero e diventa grigio verdastro quando l'ammoniovoltaite si presenta in frammenti sottili.